# L'Échine du Diable
Pour plus de détails, voir Fiche technique et Distribution.
L'Échine du Diable (titre original : El espinazo del diablo) est un film mexicano-espagnol réalisé par Guillermo del Toro, sorti en 2001.

## Synopsis
Pendant la guerre d'Espagne, Carlos , un garçon de douze ans dont le père est décédé, débarque à Santa Lucia, un établissement catholique pour orphelins. Il est remis aux bons soins de la directrice Carmen et du docteur Casarès. Mais il doit faire face à l'hostilité de ses camarades et de Jacinto, l'homme à tout faire. Par ailleurs, ce lieu hostile dissimule derrière ses murs deux secrets : l'or de la cause républicaine et le fantôme de Santi, enfant tué par Jacinto, qui hante le sous-sol.

## Fiche technique
- Titre francophone : L'Échine du Diable
- Titre original : El Espinazo del diablo
- Titre anglais : The Devil's Backbone
- Réalisation : Guillermo del Toro
- Scénario : Guillermo del Toro, Antonio Trashorras et David Muñoz
- Musique : Javier Navarrete
- Photographie : Guillermo Navarro
- Montage : Luis de la Madrid
- Décors : Pablo Perona Navarro et María del Pilar Revuelta
- Costumes : José Vico
- Production : Agustín Almodóvar, Bertha Navarro et Alfonso Cuarón

Producteurs délégués : Pedro Almodóvar et Guillermo del Toro
Producteur associé : Michel Ruben
Coproductrice : Rosa Bosch
- Sociétés de production : El Deseo S.A., Tequila Gang, Sogepaq, Canal+ 1 et Anhelo Producciones
- Distribution :

 Espagne : Warner Sogefilms S.A.
 États-Unis : Sony Pictures Classics
 France : Mars Distribution
- Pays d'origine :  Espagne,  Mexique
- Format : Couleurs - 1,85:1 - Dolby Digital - 35 mm
- Genre : Film dramatique, Film fantastique
- Durée : 107 minutes
- Dates de sortie[1] : 
  -  Espagne : 20 avril 2001
  -  France : 8 mai 2002
  -  Belgique : 4 septembre 2002
- Film interdit aux moins de 12 ans lors de sa sortie en France

## Distribution
- Marisa Paredes (VF : Catherine Sola) : Carmen
- Eduardo Noriega (VF : Damien Boisseau) : Jacinto
- Federico Luppi (VF : Michel Ruhl) : docteur Casares
- Fernando Tielve : Carlos
- Íñigo Garcés : Jaime
- Irene Visedo (en) : Conchita
- José Manuel Lorenzo (es) : Marcelo
- Francisco Maestre (es) : El Puerco
- Junio Valverde : Santi
- Berta Ojea : Alma
- Adrian Lamana : Gálvez
- Daniel Esparza : Marcos

## Production
Le film est un projet de longue date de Guillermo del Toro. Son scénario est complété par celui de deux critiques espagnols, Antonio Trashorras et David Muñoz. Le film est en partie financé et produit par Pedro Almodóvar et son frère Agustín, via leur société El Deseo.

### Inspiration
Pour le scénario du film, Guillermo del Toro s'inspire de la littérature gothique anglo-saxonne, avec des auteurs tels que M. R. James, Sheridan Le Fanu ou Arthur Machen. Il avoue s'être inspiré de films comme Opération peur (« surtout pour son décor »), Au revoir les enfants, Los olvidados ou encore La Nuit du chasseur. Il cite également la légende du fantôme Santi dans la ville mexicaine de Chapala : une femme qui s'était noyée dans un lac est revenue en fantôme et emportait les gens qui venaient sur l'eau.
Par ailleurs, le personnage de Jaime est inspiré du dessinateur de bande dessinée espagnol Carlos Giménez[réf. nécessaire].

### Tournage
Le tournage s'est déroulé à Madrid, à Talamanca de Jarama et à El Cubillo de Uceda, en Espagne.

## Musique
Sauf indication contraire, les informations mentionnées dans cette section peuvent être confirmées par le générique de fin de l'œuvre audiovisuelle présentée ici, ainsi que par la base de données cinématographiques IMDb,  présente dans la section « Liens externes ».
- Una lágrima (es) par Carlos Gardel.
- Besos fríos par Raquel Meller.
- Presuridos par Camelia Ambart.
- Yo no sé que me han hecho tus ojos par Carlos Gardel.
- Recordar par Imperio Argentina et Manolo Russell.

## Distinctions
Source : Internet Movie Database

### Récompenses
- Festival du film fantastique d'Amsterdam 2002 : Grand Prix d'argent du meilleur film fantastique européen pour Guillermo del Toro
- Festival international du film fantastique de Gérardmer 2002 : Prix du jury, Prix de la critique internationale et Prix du jury jeunes de la région Lorraine
- MTV Movie Awards Latin America 2002 : meilleur mexicain travaillant à l'étranger pour Guillermo del Toro (également nommé pour Blade 2)
- Young Artist Awards 2002 : meilleur jeune acteur dans un film international pour Fernando Tielve

### Nominations
- Prix Goya 2002 : meilleurs costumes, meilleurs effets spéciaux
- ALMA Awards 2002 : meilleur film étranger
- Saturn Awards 2002 : meilleur film d'horreur
- Fotogramas de Plata 2002 : meilleur acteur pour Eduardo Noriega (également nommé pour Visionnaires)
- International Horror Guild Awards 2002 : meilleur film
- Festival international du film du Luxembourg 2003 : Grand Prix d'or du meilleur film fantastique européen